# موريس أوستين
موريس أوستين (بالإنجليزية: Maurice Austin)‏ هو عسكري أسترالي، ولد في 15 ديسمبر 1916 في غيلونغ في أستراليا، وتوفي في 13 أكتوبر 1985 في كانبرا في أستراليا.